# Sculpture du marbre

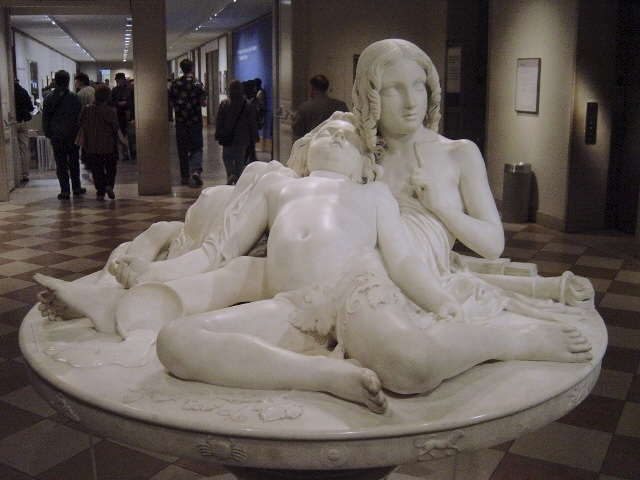
Lorenzo Bartolini, (italien, 1777-1850), La Table aux Amours (La Table Demidoff), Metropolitan Museum of Art, New York City, sculpture en marbre

La sculpture du marbre est l'art de créer des formes tridimensionnelles à partir de marbre. La Sculpture est parmi les plus anciennes formes d'art. Même avant de peindre les murs d'une grotte, les premiers êtres humains façonnaient des formes dans la pierre. Depuis ces lointains débuts, les productions artistiques ont évolué jusqu'à leur complexité actuelle.

## Le matériau d'origine et ses qualités

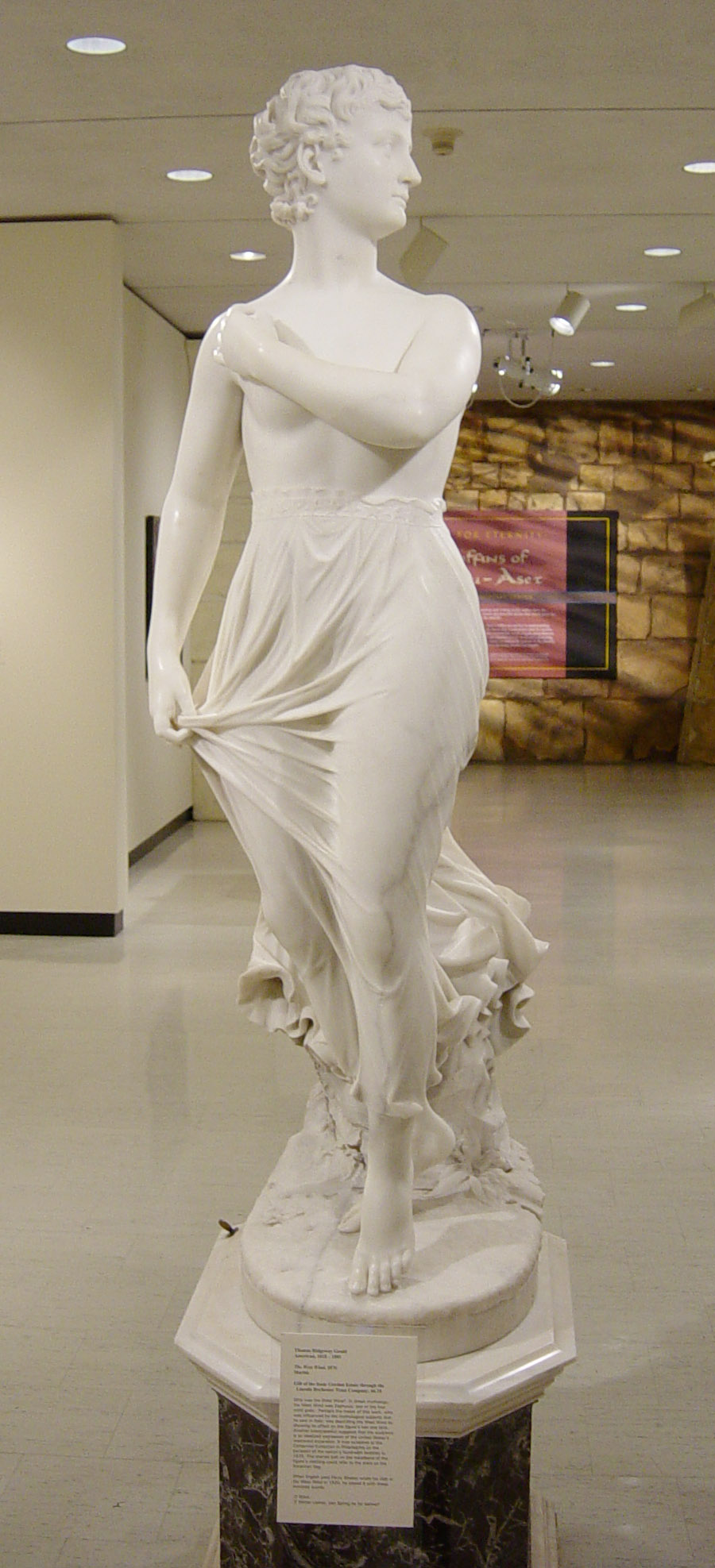
Thomas R. Gould, Le Vent d'Ouest, 1876

Le marbre est une roche métamorphique dérivée du calcaire, composée principalement de calcite (une forme cristalline du carbonate de calcium, CaCO3). L'origine de la roche-mère calcaire est le dépôt au fond de la mer de carbonate de calcium sous la forme de squelettes microscopiques d'animaux ou de matériaux similaires. Le marbre se forme lorsque le calcaire est transformé par la chaleur et la pression après avoir été recouvert par d'autres matériaux. Les plus beaux marbres pour la sculpture n'ont pas ou peu de taches (on peut observer des taches naturelles dans certaines sculptures, comme on peut l'observer à gauche, marques que le sculpteur a habilement intégrées à son œuvre).

### Avantages
Parmi les pierres couramment disponibles, seul le marbre présente une légère transparence, c'est-à-dire une transluminescence comparable à celle de la peau humaine. C'est cette transparence qui donne à une sculpture en marbre une profondeur visuelle au-delà de sa surface et qui lui confère un certain réalisme lorsqu'elle est utilisée pour des travaux figuratifs. Le marbre a aussi l'avantage, après sa première extraction en carrière, d'être relativement souple et facile à travailler, à peaufiner et à polir. Une fois la sculpture achevée, le marbre devient plus dur et plus résistant avec le temps. La préférence du marbre face à un calcaire moins cher et moins translucide, repose sur la finesse du grain du marbre qui permet au sculpteur de restituer les moindres détails, ce qui n'est pas toujours possible avec de la pierre calcaire. Le marbre est également plus résistant aux intempéries.

### Inconvénients

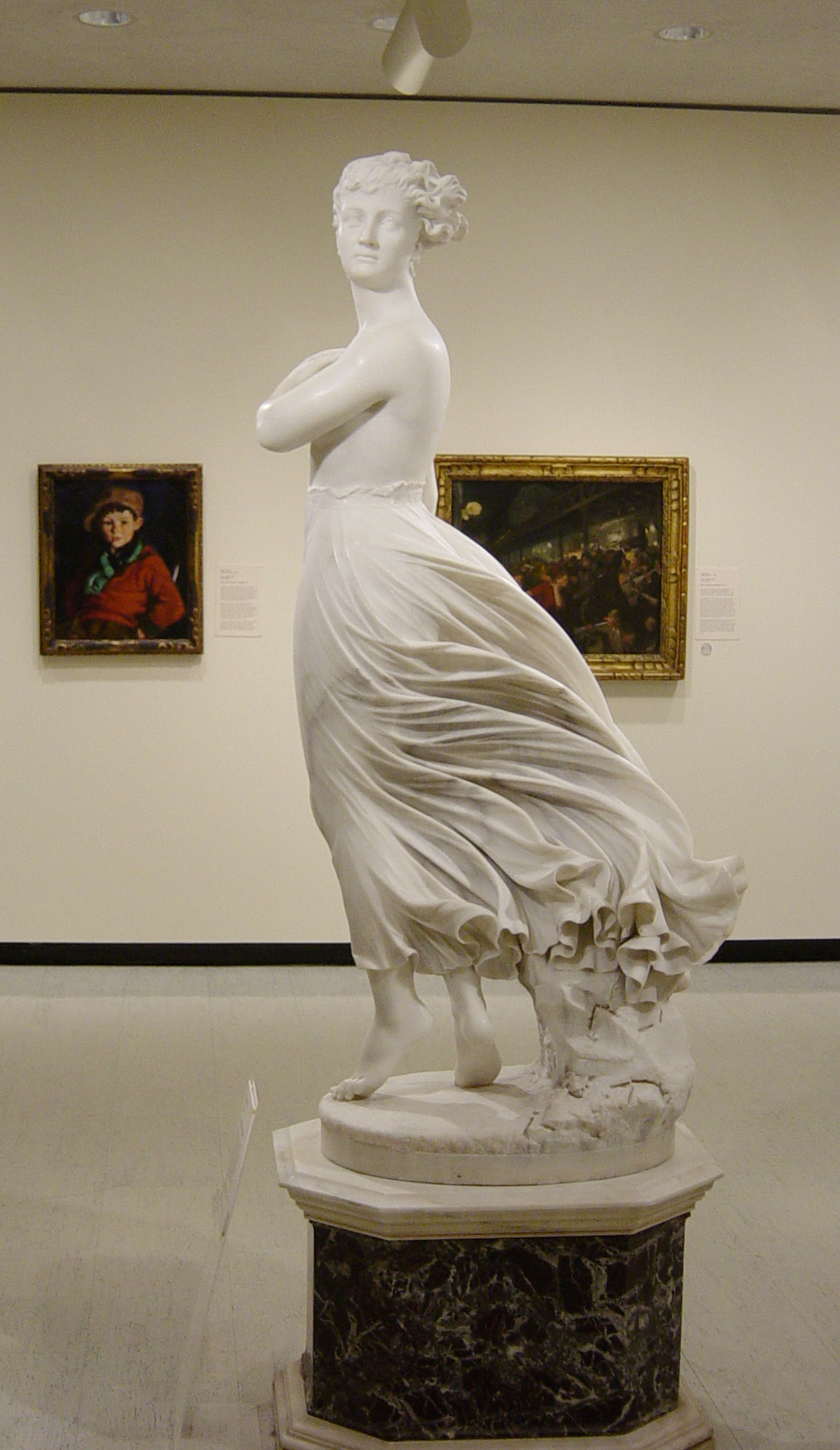
Le Vent d'Ouest

Le marbre ne supporte pas bien la manipulation car il absorbe les huiles de la peau lors d'un contact, ce qui entraîne une coloration jaune-brunâtre. Bien que plus résistant que le calcaire, il est sensible aux attaques d'acides faibles, et donc résiste mal à l'extérieur dans des environnements soumis aux pluies acides. Pour les conditions climatiques rigoureuses, le granit est un matériau plus durable mais beaucoup plus difficile à travailler et beaucoup moins adapté à des œuvres très détaillées. Par rapport à des métaux comme le bronze, le marbre manque de ductilité et de résistance, exigeant des précautions structurelles lors de la conception d'une sculpture. Dans la sculpture présentée à droite, le sujet peut reposer sur des mollets élancés et la pointe des pieds. Cela n'est possible que parce que la contrainte de flexion de la sculpture est annulée par le flot des draperies de la jupe qui reposent sur un renflement du sol et qui permettent, avec les deux pieds, de constituer une base en trépied pour la masse à soutenir. A titre de comparaison, voir quelques exemples dans l'article concernant la sculpture en bronze (en particulier la sculpture Jeté) pour la facilité avec laquelle l'action et l'extension peuvent être exprimées.

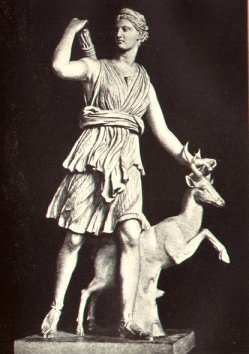
Sculpture de Diane chasseresse au musée du Louvre : remarquer l'utilisation de la jupe, de la souche d'arbre et du cerf pour le soutien du corps et de l'avant-bras gauche ainsi que l'accroche de la partie supérieure du bras droit aux flèches du carquois, formant ainsi plusieurs boucles fermées qui sont donc plus résistantes.

## L'élaboration d'une sculpture
Le travail commence par la sélection d'une pierre pour la sculpture. L'artiste peut sculpter directement sans modèle. Ou le sculpteur peut commencer avec un modèle à recopier dans la pierre. Souvent, le sculpteur commence par élaborer un modèle en argile ou en cire, puis il le copie dans la pierre en mesurant à l'aide de compas ou d'un pantographe de sculpteur. Certains artistes utilisent la pierre elle-même comme source d'inspiration ; l'artiste de la Renaissance Michel-Ange a affirmé que sa mission était de libérer la forme humaine piégée à l'intérieur du bloc.
Quand il est prêt à tailler, le sculpteur commence généralement par dégrossir de grandes parties indésirables de la pierre. Pour cette tâche, il est possible d'utiliser un burin, également appelé une broche. C'est une longue et lourde pièce d'acier dotée d'une pointe à une extrémité et d'une large surface de frappe à l'autre. Un autre outil de dégrossissage peut également être utilisé à ce stade précoce, le ciseau de tailleur de pierre, avec une lame large à deux biseaux. Cet outil de dégrossissage sert à fendre la pierre et à retirer d'importants morceaux indésirables. Le sculpteur choisit également un maillet, qui est souvent un marteau avec une large tête en forme de tonneau.
Le sculpteur place l’extrémité du burin ou le bord du ciseau contre une partie de la pierre, puis lance le maillet contre lui en contrôlant sa course. Il doit faire attention à frapper l'extrémité de l'outil avec la plus grande précision, la plus petite erreur d'appréciation pouvant endommager la pierre, sans parler de la main du sculpteur. Lorsque le maillet entre en contact avec l'outil, l'énergie est transférée par le biais de l'outil, brisant la pierre. La plupart des sculpteurs travaille rythmiquement, déplaçant l'outil à chaque coup, de telle sorte que la pierre est débitée rapidement et uniformément. C'est le stade de “l'ébauche” du processus de sculpture.
Une fois la forme générale de la statue définie, le sculpteur utilise un autre outil pour en affiner les contours. La gradine est un ciseau effilé à plusieurs dents qui trace des lignes parallèles dans la pierre. Cet outil est généralement utilisé pour ajouter de la texture à la figure. Un artiste peut tracer des traits en utilisant les compas pour délimiter une surface de pierre à traiter, et en marquant la zone à supprimer au crayon, au fusain ou à la craie. Le sculpteur utilise généralement une frappe plus légère à cette étape du processus.
Finalement, le sculpteur a ébauché dans un bloc brut de pierre la forme générale de sa statue. Des outils appelés râpes et rifloirs sont ensuite utilisés pour finaliser la forme. Une râpe est un outil plat en acier à surface rugueuse. Le sculpteur utilise de larges coups pour enlever l'excédent de pierre en petits éclats ou poussière. Un rifloir est une petite râpe incurvée qui peut être utilisée pour créer des détails tels que les plis des vêtements ou les mèches de cheveux.
La dernière étape de la sculpture est le polissage. Du papier de verre peut être utilisé comme une première étape dans le processus de polissage, ou de la toile émeri. L'émeri est une pierre plus dure et rugueuse que le support de sculpture, utilisée couramment pour la finition. Cette abrasion fait ressortir la couleur de la pierre, révèle les caractéristiques de sa surface et ajoute de l'éclat. L'étain et les oxydes de fer sont souvent utilisés pour donner à la pierre une surface plus brillante.

## Outils
Les termes italiens des outils de base du sculpteur sur pierre sont présentés ici, avec, si possible, leur équivalent français.
- La Mazza – Le maillet. Il est utilisé pour frapper le ciseau.
- Gli Scalpelli – Les ciseaux. Ils comprennent différents types :
  - La Subbia – (la Pointe) une burin ou une broche
  - L'Unghietto – (Ciseau rond), littéralement « petit ongle »
  - La Gradina – (Ciseau cranté ou Griffe) un ciseau à plusieurs dents, ou gradine
  - Lo Scalpello – un ciseau droit
- Lo Scapezzatore – (outil de dégrossissage) un gros ciseau avec un large tranchant émoussé, pour fractionner et fendre la pierre.
- Il Martello Pneumatico – le marteau pneumatique
- Il Flessibile – une meuleuse d'angle équipée d'une lame diamantée par électrolyse
- Perceuse à main

En plus des outils énumérés ci-dessus, le sculpteur de marbre utilise divers marteaux – à la fois pour la frappe d'outils tranchants (ciseaux et tamponnoirs) et pour frapper la pierre directement (Bocciarda a Martello en italien, boucharde en français, bush hammer en anglais). Après le travail au marteau et au burin, le sculpteur va parfois affiner la forme avec des râpes, des grattoirs et des pierres abrasives ou du papier de verre pour lisser les contours de surface de la forme. Afin d'atteindre un polis brillant du marbre, une très fine poudre abrasive d'oxyde d'étain est utilisée après la pierre ponce ou les plus petits grains de papier de verre.

## Outil technique

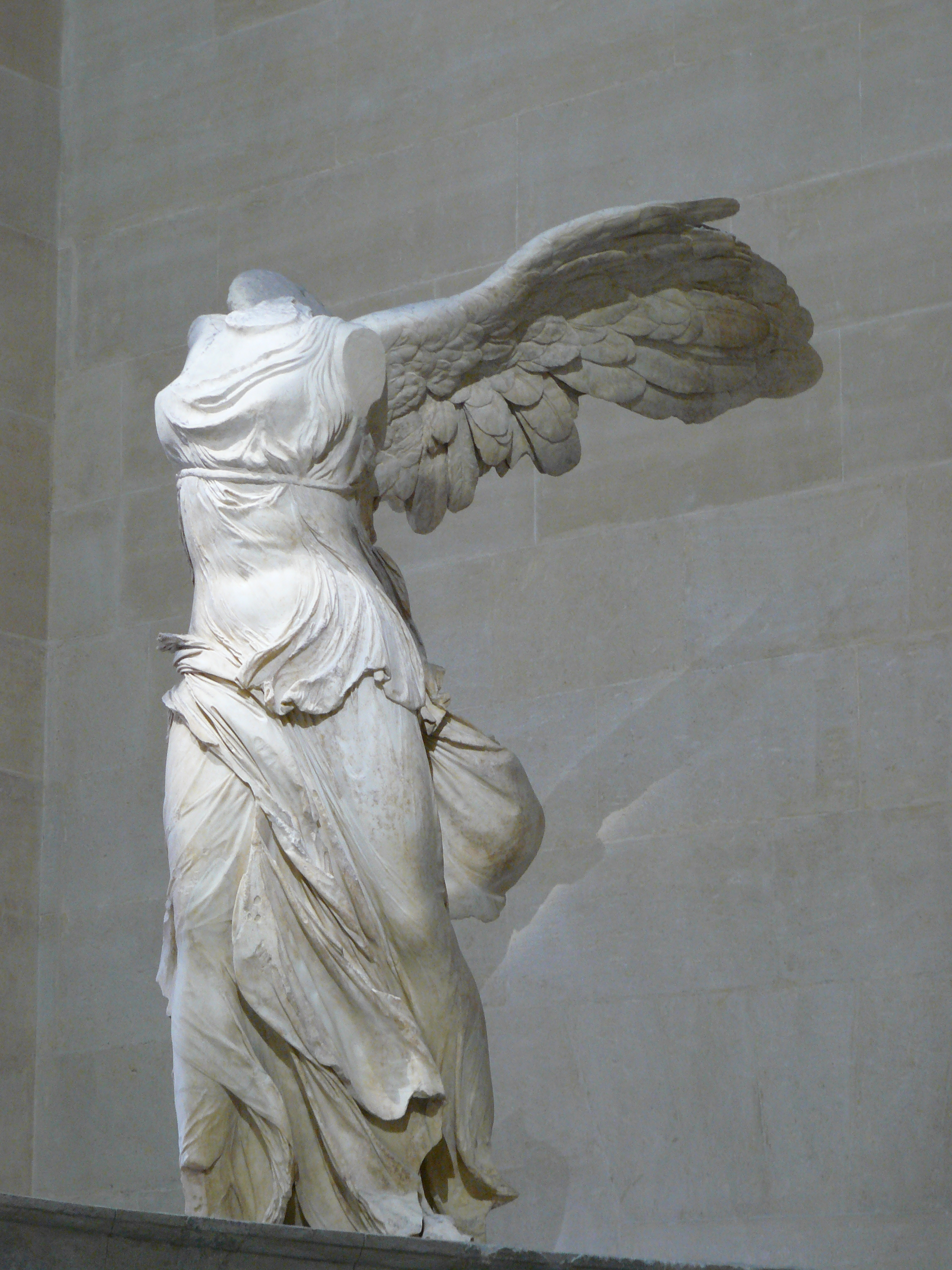
Victoire de Samothrace, sculpture de marbre hellénistique du IIIe s. av. J.-C.

Le travail au burin et au maillet est la technique utilisée dans le travail de la pierre au moins depuis la période romaine, comme cela est évoqué dans la légende de Pygmalion, et même plus tôt, les sculpteurs du monde grec ancien les utilisant autour de 650 av. J.-C. Il s'agit de poser la pointe du burin sur la pierre et de lancer le marteau aussi fort que possible. Lorsque le maillet entre en contact avec la zone de frappe de l'outil, son énergie est transférée vers le bas dans l'axe de l'outil et se concentre sur un seul point de la surface du bloc, occasionnant la rupture de la pierre. Ce geste est répété pour obtenir le contour désiré. Cela peut paraître simple, mais de nombreux mois sont nécessaires pour maîtriser cette technique. Un bon sculpteur de pierre peut maintenir un rythme de coups élevé (environ un par seconde), en levant le maillet selon un large arc, en déplaçant le burin entre les coups pour se débarrasser des éclats gênants et en repositionnant le burin pour le prochain coup. De cette façon, on peut entraîner plus profondément la pointe de l'outil dans la pierre et supprimer plus de matière à chaque coup. Certains tailleurs tournent la broche dans leurs doigts entre chaque coup de marteau, appliquant ainsi à chaque coup une partie différente de la pointe sur la pierre. Cela permet d'éviter la rupture de la pointe de l'outil.

## Quelques sculptures de marbre célèbres
- Les Marbres d'Elgin, au British Museum, Londres
- La Vénus de Milo, au musée du Louvre, Paris
- David par Michel-Ange, à Florence
- Laocoon et ses Fils par Agesander, aux Musées du Vatican, Cité du Vatican
- Moïse par Michel-Ange, à Rome
- Pietà de Michel-Ange, au Vatican
- Le Discobole Lancellotti, au Museo Nazionale Romano, Rome